# Stanulovići
Stanulovići (Servisch cyrillisch Стануловићи) is een plaats in de Servische gemeente Brus. De plaats telt 55 inwoners (2002).